# 15

## Події
Війська Германіка вторглись у Германію. Битва при Понтес Лонгі. Битва з Армінієм, що не привела до чиєї-небудь перемоги. Римська провінція Реція.
Германік руйнує Маттій — столицю Хаттів.
Набіг хунну.